# میشل بوارون
میشل بوارون (فرانسوی: Michel Boisrond‎؛ ‏ ۹ اکتبر ۱۹۲۱ – ۱۰ نوامبر ۲۰۰۲) کارگردان و فیلم‌نامه‌نویس اهل فرانسه بود.
از فیلم‌هایی که وی در آن نقش داشته است، می‌توان به کاترین و شرکا، خورشید در چشمان تو، ماری کوری، سامورایی، عشق و زن فرانسوی، زنان ضعیف هستند و راه جوانی اشاره کرد.